# Dél-Korea a 2022. évi téli olimpiai játékokon
Dél-Korea a kínai Pekingben megrendezett 2022. évi téli olimpiai játékok egyik részt vevő nemzete volt. Az országot az olimpián 13 sportágban 64 sportoló képviselte, akik összesen 9 érmet szereztek.

## Érmesek
| Érem  | Versenyző | Sportág                    | Versenyszám        |
| ----- | --- | -------------------------- | ------------------ |
| Arany | Hvang Dehon (Hwang Dae-heon)                                                                                             | Rövidpályás gyorskorcsolya | Férfi 1500 m       |
| Arany | Cshö Mindzsong (Choi Min-jeong)                                                                                          | Rövidpályás gyorskorcsolya | Női 1500 m         |
| Ezüst | Csha Mingju (Cha Min-kyu)                                                                                                | Gyorskorcsolya             | Férfi 500 m        |
| Ezüst | Csong Dzsevon (Jeong Jae-won)                                                                                            | Gyorskorcsolya             | Férfi tömegrajtos  |
| Ezüst | I Dzsunszo (Lee Jun-seo) Hvang Dehon (Hwang Dae-heon) Kvak Jungi (Kwak Yungi) Pak Csanghjok (Park Jang-hyeok) Kim Donguk | Rövidpályás gyorskorcsolya | Férfi 5000 m váltó |
| Ezüst | Cshö Mindzsong (Choi Min-jeong)                                                                                          | Rövidpályás gyorskorcsolya | Női 1000 m         |
| Ezüst | Cshö Mindzsong (Choi Min-jeong) Kim Arang I Jubin (Lee Yu-bin) Szo Ümin (Seo Whi-min)                                    | Rövidpályás gyorskorcsolya | Női 3000 m váltó   |
| Bronz | Kim Minszok (Kim Min-seok)                                                                                               | Gyorskorcsolya             | Férfi 1500 m       |
| Bronz | I Szunghun (Lee Seung-hun)                                                                                               | Gyorskorcsolya             | Férfi tömegrajtos  |

## Alpesisí
Férfi
| Versenyző      | Versenyszám      | 1. futam      | 1. futam      | 2. futam | 2. futam | Összesítés | Összesítés |
| Versenyző      | Versenyszám      | Idő           | Hely.         | Idő      | Hely.    | Idő        | Helyezés   |
| -------------- | ---------------- | ------------- | ------------- | -------- | -------- | ---------- | ---------- |
| Jung Dong-hyun | Óriás-műlesiklás | nem ért célba | nem ért célba | kiesett  | kiesett  | kiesett    | kiesett    |
| Jung Dong-hyun | Műlesiklás       | 56,85         | 29.           | 50,84    | 16.      | 1:47,69    | 21.        |

Női
| Versenyző      | Versenyszám      | 1. futam      | 1. futam      | 2. futam | 2. futam | Összesítés | Összesítés |
| Versenyző      | Versenyszám      | Idő           | Hely.         | Idő      | Hely.    | Idő        | Helyezés   |
| -------------- | ---------------- | ------------- | ------------- | -------- | -------- | ---------- | ---------- |
| Gim So-hui     | Óriás-műlesiklás | 1:04,12       | 38.           | 1:03,10  | 32.      | 2:07,22    | 33.        |
| Gim So-hui     | Műlesiklás       | 57,31         | 42.           | 56,80    | 39.      | 1:54,11    | 39.        |
| Kang Young-seo | Óriás-műlesiklás | nem ért célba | nem ért célba | kiesett  | kiesett  | kiesett    | kiesett    |
| Kang Young-seo | Műlesiklás       | nem ért célba | nem ért célba | kiesett  | kiesett  | kiesett    | kiesett    |

## Biatlon
Férfi
| Versenyző       | Versenyszám            | Időeredmény | Lövőhiba    | Helyezés |
| --------------- | ---------------------- | ----------- | ----------- | -------- |
| Timofey Lapshin | 20 km egyéni indításos | 57:13,0     | 5 (1+1+2+1) | 76.      |
| Timofey Lapshin | 10 km sprint           | 27:30,8     | 2 (1+1)     | 82.      |

Női
| Versenyző            | Versenyszám            | Időeredmény | Lövőhiba    | Helyezés |
| -------------------- | ---------------------- | ----------- | ----------- | -------- |
| Ekaterina Avvakumova | 15 km egyéni indításos | 52:31,4     | 6 (3+0+2+1) | 73.      |
| Ekaterina Avvakumova | 7,5 km sprint          | 23:19,4     | 2 (2+0)     | 49.      |
| Ekaterina Avvakumova | 10 km üldözőverseny    | lekörözték  | (3+4+ + )   | –        |
| Kim Seon-su          | 15 km egyéni indításos | 56:37,5     | 6 (3+0+3+0) | 84.      |
| Kim Seon-su          | 7,5 km sprint          | 25:18,2     | 1 (1+0)     | 83.      |

## Bob
Férfi
| Versenyző                                               | Versenyszám | 1. futam | 1. futam | 2. futam | 2. futam | 3. futam | 3. futam | 4. futam | 4. futam | Összesítés | Összesítés |
| Versenyző                                               | Versenyszám | Idő      | Hely.    | Idő      | Hely.    | Idő      | Hely.    | Idő      | Hely.    | Idő        | Helyezés   |
| ------------------------------------------------------- | ----------- | -------- | -------- | -------- | -------- | -------- | -------- | -------- | -------- | ---------- | ---------- |
| Suk Young-jin Kim Hyeong-geun                           | Kettes      | 1:00,28  | 23.      | 1:00,46  | 22.      | 1:00,52  | 24.      | kiesett  | kiesett  | 3:01,26    | 24.        |
| Won Yun-jong Kim Jin-su                                 | Kettes      | 59,89    | 14.      | 1:00,28  | 17.      | 1:00,10  | 14.      | 1:00,97  | 20.      | 4:01,24    | 19.        |
| Jang Ki-kun Jung Hyun-woo Kim Dong-hyun Kim Hyeong-geun | Négyes      | 59,74    | 25.      | 1:00,31  | 26.      | 59,91    | 25.      | kiesett  | kiesett  | 2:59,96    | 25.        |
| Kim Jin-su Kim Tae-yang Suk Young-jin Won Yun-jong      | Négyes      | 59,45    | 19.      | 59,60    | 16.      | 59,38    | 16.      | 59,59    | 15.      | 3:58,02    | 18.        |

Női
| Versenyző   | Versenyszám | 1. futam | 1. futam | 2. futam | 2. futam | 3. futam | 3. futam | 4. futam | 4. futam | Összesítés | Összesítés |
| Versenyző   | Versenyszám | Idő      | Hely.    | Idő      | Hely.    | Idő      | Hely.    | Idő      | Hely.    | Idő        | Helyezés   |
| ----------- | ----------- | -------- | -------- | -------- | -------- | -------- | -------- | -------- | -------- | ---------- | ---------- |
| Kim Yoo-ran | Mono        | 1:06,68  | 20.      | 1:07,02  | 18.      | 1:06,41  | 14.      | 1:06,41  | 13.      | 4:26,52    | 18.        |

## Curling

### Női
- Kim Eun-jung
- Kim Kyeong-ae
- Kim Cho-hi
- Kim Seon-yeong
- Kim Yeong-mi

Csoportkör
| Nemzet                                 | Skip              | Gy | V | Gy–V | P+ | P- | Gy end | V end | Üres endek | Rabolt endek | Lökés % | DSC   |
| -------------------------------------- | ----------------- | -- | - | ---- | -- | -- | ------ | ----- | ---------- | ------------ | ------- | ----- |
| Svájc                                  | Silvana Tirinzoni | 8  | 1 | –    | 67 | 46 | 44     | 36    | 4          | 12           | 81,6%   | 19,14 |
| Svédország                             | Anna Hasselborg   | 7  | 2 | –    | 64 | 49 | 39     | 35    | 6          | 12           | 82,0%   | 25,02 |
| Nagy-Britannia                         | Eve Muirhead      | 5  | 4 | 1–1  | 63 | 47 | 39     | 33    | 4          | 9            | 80,6%   | 35,27 |
| Japán                                  | Satsuki Fujisawa  | 5  | 4 | 1–1  | 64 | 62 | 40     | 36    | 2          | 13           | 82,3%   | 36,00 |
| Kanada                                 | Jennifer Jones    | 5  | 4 | 1–1  | 71 | 59 | 42     | 41    | 1          | 14           | 80,4%   | 45,44 |
| Egyesült Államok                       | Tabitha Peterson  | 4  | 5 | 2–0  | 60 | 64 | 40     | 39    | 2          | 12           | 79,5%   | 33,87 |
| Kína                                   | Han Yu            | 4  | 5 | 1–1  | 56 | 67 | 38     | 41    | 3          | 10           | 79,6%   | 30,06 |
| Dél-Korea                              | Kim Eun-jung      | 4  | 5 | 0–2  | 62 | 66 | 40     | 42    | 3          | 10           | 80,8%   | 27,79 |
| Dánia                                  | Madeleine Dupont  | 2  | 7 | –    | 50 | 68 | 33     | 41    | 7          | 0            | 77,2%   | 23,36 |
| Az Orosz Olimpiai Bizottság versenyzői | Alina Kovaljova   | 1  | 8 | –    | 50 | 79 | 34     | 45    | 2          | 7            | 78,9%   | 29,34 |

2. forduló, február 10., 20:05 (13:05)
| Sheet A         | 1 | 2 | 3 | 4 | 5 | 6 | 7 | 8 | 9 | 10 | VE |
| Kanada (Jones)  | 0 | 2 | 0 | 3 | 1 | 0 | 3 | 0 | 1 | 2  | 12 |
| Dél-Korea (Kim) | 1 | 0 | 3 | 0 | 0 | 2 | 0 | 1 | 0 | 0  | 7  |

3. forduló, február 11., 14:05 (7:05)
| Sheet D                   | 1 | 2 | 3 | 4 | 5 | 6 | 7 | 8 | 9 | 10 | VE |
| Dél-Korea (Kim)           | 0 | 0 | 2 | 1 | 0 | 2 | 0 | 0 | 4 | 0  | 9  |
| Nagy-Britannia (Muirhead) | 0 | 1 | 0 | 0 | 2 | 0 | 1 | 2 | 0 | 1  | 7  |

4. forduló, február 12., 9:05 (2:05)
| Sheet B                                            | 1 | 2 | 3 | 4 | 5 | 6 | 7 | 8 | 9 | 10 | VE |
| Dél-Korea (Kim)                                    | 1 | 0 | 2 | 1 | 2 | 0 | 2 | 0 | 1 | X  | 9  |
| Az Orosz Olimpiai Bizottság versenyzői (Kovaljova) | 0 | 2 | 0 | 0 | 0 | 1 | 0 | 2 | 0 | X  | 5  |

6. forduló, február 13., 14:05 (7:05)
| Sheet C         | 1 | 2 | 3 | 4 | 5 | 6 | 7 | 8 | 9 | 10 | 11 | VE |
| Dél-Korea (Kim) | 2 | 0 | 0 | 1 | 0 | 1 | 0 | 0 | 0 | 1  | 0  | 5  |
| Kína (Han)      | 0 | 1 | 1 | 0 | 1 | 0 | 0 | 2 | 0 | 0  | 1  | 6  |

7. forduló, február 14., 9:05 (2:05)
| Sheet D                     | 1 | 2 | 3 | 4 | 5 | 6 | 7 | 8 | 9 | 10 | VE |
| Egyesült Államok (Peterson) | 0 | 0 | 1 | 0 | 1 | 3 | 0 | 2 | 0 | 1  | 8  |
| Dél-Korea (Kim)             | 0 | 1 | 0 | 1 | 0 | 0 | 2 | 0 | 2 | 0  | 6  |

8. forduló, február 14., 20:05 (13:05)
| Sheet C             | 1 | 2 | 3 | 4 | 5 | 6 | 7 | 8 | 9 | 10 | VE |
| Japán (Fudzsiszava) | 0 | 2 | 0 | 0 | 2 | 0 | 0 | 1 | 0 | X  | 5  |
| Dél-Korea (Kim)     | 1 | 0 | 3 | 1 | 0 | 2 | 1 | 0 | 2 | X  | 10 |

10. forduló, február 16., 9:05 (2:05)
| Sheet B           | 1 | 2 | 3 | 4 | 5 | 6 | 7 | 8 | 9 | 10 | VE |
| Svájc (Tirinzoni) | 0 | 0 | 1 | 0 | 3 | 0 | 0 | 0 | 2 | 2  | 8  |
| Dél-Korea (Kim)   | 0 | 1 | 0 | 1 | 0 | 1 | 1 | 0 | 0 | 0  | 4  |

11. forduló, február 16., 20:05 (13:05)
| Sheet A         | 1 | 2 | 3 | 4 | 5 | 6 | 7 | 8 | 9 | 10 | VE |
| Dél-Korea (Kim) | 0 | 2 | 0 | 1 | 0 | 2 | 0 | 1 | 0 | 2  | 8  |
| Dánia (Dupont)  | 1 | 0 | 1 | 0 | 3 | 0 | 1 | 0 | 1 | 0  | 7  |

12. forduló, február 17., 14:05 (7:05)
| Sheet D                 | 1 | 2 | 3 | 4 | 5 | 6 | 7 | 8 | 9 | 10 | VE |
| Dél-Korea (Kim)         | 0 | 2 | 0 | 1 | 0 | 0 | 1 | 0 | 0 | 0  | 4  |
| Svédország (Hasselborg) | 0 | 0 | 1 | 0 | 1 | 1 | 0 | 2 | 1 | 2  | 8  |

| Csapat    | Helyezés |
| --------- | -------- |
| Dél-Korea | 8.       |

## Északi összetett
| Versenyző  | Versenyszám        | Síugrás | Síugrás | Síugrás | Síugrás    | Sífutás | Sífutás | Összesítés | Összesítés |
| Versenyző  | Versenyszám        | Táv     | Pont    | Hely.   | Időhátrány | Idő     | Hely.   | Idő        | Helyezés   |
| ---------- | ------------------ | ------- | ------- | ------- | ---------- | ------- | ------- | ---------- | ---------- |
| Park Je-un | Normálsánc + 10 km | 90,0    | 82,3    | 36.     | +3:23      | 29:11,3 | 43.     | 32:34,3    | 42.        |
| Park Je-un | Nagysánc + 10 km   | 107,0   | 67,9    | 39.     | +4:48      | 30:08,5 | 47.     | 34:56,5    | 44.        |

## Gyorskorcsolya
Férfi
| Versenyző                  | Versenyszám | Eredmény | Helyezés                 |
| -------------------------- | ----------- | -------- | ------------------------ |
| Csha Mingju (Cha Min-kyu)  | 500 m       | 34,39    | 2. helyezett, ezüstérmes |
| Csha Mingju (Cha Min-kyu)  | 1000 m      | 1:09,69  | 18.                      |
| Kim Dzsunho (Kim Jun-ho)   | 500 m       | 34,54    | 6.                       |
| Kim Minszok (Kim Min-seok) | 1000 m      | 1:10,08  | 24.                      |
| Kim Minszok (Kim Min-seok) | 1500 m      | 1:44,24  | 3. helyezett, bronzérmes |
| Park Seong-hyeon           | 1500 m      | 1:47,59  | 21.                      |

Női
| Versenyző     | Versenyszám | Eredmény | Helyezés |
| ------------- | ----------- | -------- | -------- |
| Kim Min-sun   | 500 m       | 37,60    | 7.       |
| Kim Min-sun   | 1000 m      | 1:16,49  | 16.      |
| Kim Hyun-yung | 1000 m      | 1:17,50  | 25.      |
| Park Ji-woo   | 1000 m      | 1:19,39  | 30.      |

Tömegrajtos
| Versenyző                     | Versenyszám | Elődöntő | Elődöntő | Elődöntő | Döntő   | Döntő   | Döntő                    |
| Versenyző                     | Versenyszám | Pont     | Idő      | Hely.    | Pont    | Idő     | Helyezés                 |
| ----------------------------- | ----------- | -------- | -------- | -------- | ------- | ------- | ------------------------ |
| Csong Dzsevon (Jeong Jae-won) | Férfi       | 12       | 7:56,76  | 4.       | 40      | 7:47,18 | 2. helyezett, ezüstérmes |
| I Szunghun (Lee Seung-hun)    | Férfi       | 40       | 7:43,63  | 2.       | 20      | 7:47,20 | 3. helyezett, bronzérmes |
| Kim Bo-reum                   | Női         | 40       | 8:34,23  | 2.       | 6       | 8:16,81 | 5.                       |
| Park Ji-woo                   | Női         | 0        | 8:53,64  | 13.      | kiesett | kiesett | 26.                      |

Csapatverseny
| Versenyző                                                                           | Versenyszám | Negyeddöntő  | Negyeddöntő | Elődöntő     | Döntő                              | Döntő    | Döntő |
| Versenyző                                                                           | Versenyszám | Ellenfél Idő | Hely.       | Ellenfél Idő | Ellenfél Idő                       | Helyezés |       |
| ----------------------------------------------------------------------------------- | ----------- | ------------ | ----------- | ------------ | ---------------------------------- | -------- | ----- |
| Csong Dzsevon (Jeong Jae-won) Kim Minszok (Kim Min-seok) I Szunghun (Lee Seung-hun) | Férfi       | 3:41,89      | 6.          |              | C döntő · Kanada (CAN) · V 3:53,77 | 6.       |       |

## Műkorcsolya
| Versenyző     | Versenyszám  | Rövid program | Rövid program | Kűr     | Kűr     | Összesítés | Összesítés |
| Versenyző     | Versenyszám  | Pont          | Hely.         | Pont    | Hely.   | Pont       | Helyezés   |
| ------------- | ------------ | ------------- | ------------- | ------- | ------- | ---------- | ---------- |
| Cha Jun-hwan  | Férfi egyéni | 99,51         | 4.            | 182,87  | 7.      | 282,38     | 5.         |
| Lee Si-hyeong | Férfi egyéni | 65,69         | 27.           | kiesett | kiesett | kiesett    | kiesett    |
| Kim Ye-lim    | Női egyéni   | 67,78         | 9.            | 134,85  | 11.     | 202,63     | 9.         |
| You Young     | Női egyéni   | 70,34         | 6.            | 142,75  | 4.      | 213,09     | 6.         |

## Rövidpályás gyorskorcsolya
Férfi
| Versenyző | Versenyszám  | Előfutam    | Előfutam | Negyeddöntő | Negyeddöntő | Elődöntő   | Elődöntő   | B döntő | B döntő | Döntő    | Döntő   | Helyezés                 |
| Versenyző | Versenyszám  | Idő         | Hely.    | Idő         | Hely.       | Idő        | Hely.      | Idő     | Hely.   | Idő      | Hely.   | Helyezés                 |
| --- | ------------ | ----------- | -------- | ----------- | ----------- | ---------- | ---------- | ------- | ------- | -------- | ------- | ------------------------ |
| Hvang Dehon (Hwang Dae-heon)                                                                                             | 500 m        | 40,971      | 2.       | 40,636      | 2.          | kizárták   | kizárták   | kiesett | kiesett | kiesett  | kiesett | 10.                      |
| Hvang Dehon (Hwang Dae-heon)                                                                                             | 1000 m       | 1:23,042 OR | 1.       | 1:24,693    | 1.          | kizárták   | kizárták   | kiesett | kiesett | kiesett  | kiesett | 8.                       |
| Hvang Dehon (Hwang Dae-heon)                                                                                             | 1500 m       |             |          | 2:14,910    | 1.          | 2:13,188   | 1.         |         |         | 2:09,219 | 1.      | 1. helyezett, aranyérmes |
| I Dzsunszo (Lee Jun-seo)                                                                                                 | 500 m        | kizárták    | kizárták | kiesett     | kiesett     | kiesett    | kiesett    | kiesett | kiesett | kiesett  | kiesett | helyezetlen              |
| I Dzsunszo (Lee Jun-seo)                                                                                                 | 1000 m       | 1:24,698    | 1.       | 1:23,682    | 1.          | kizárták   | kizárták   | kiesett | kiesett | kiesett  | kiesett | 9.                       |
| I Dzsunszo (Lee Jun-seo)                                                                                                 | 1500 m       |             |          | 2:18,630    | 1.          | 2:16,586   | 1.         |         |         | 2:09,622 | 5.      | 5.                       |
| Pak Csanghjok (Park Jang-hyeok)                                                                                          | 1000 m       | 1:24,081    | 1.       | idő nélkül  | 3.          | nem indult | nem indult | kiesett | kiesett | kiesett  | kiesett | 10.                      |
| Pak Csanghjok (Park Jang-hyeok)                                                                                          | 1500 m       |             |          | 2:12,116    | 3.          | 2:12,751   | 2.         |         |         | 2:10,176 | 7.      | 7.                       |
| Hvang Dehon (Hwang Dae-heon) Kim Donguk Kvak Jungi (Kwak Yungi) I Dzsunszo (Lee Jun-seo) Pak Csanghjok (Park Jang-hyeok) | 5000 m váltó |             |          |             |             | 6:37,879   | 1.         |         |         | 6:41,679 | 2.      | 2. helyezett, ezüstérmes |

Női
| Versenyző                                                                             | Versenyszám  | Előfutam | Előfutam | Negyeddöntő | Negyeddöntő | Elődöntő    | Elődöntő | B döntő  | B döntő | Döntő    | Döntő   | Helyezés                 |
| Versenyző                                                                             | Versenyszám  | Idő      | Hely.    | Idő         | Hely.       | Idő         | Hely.    | Idő      | Hely.   | Idő      | Hely.   | Helyezés                 |
| ------------------------------------------------------------------------------------- | ------------ | -------- | -------- | ----------- | ----------- | ----------- | -------- | -------- | ------- | -------- | ------- | ------------------------ |
| Cshö Mindzsong (Choi Min-jeong)                                                       | 500 m        | 42,853   | 1.       | 1:04,939    | 4.          | kiesett     | kiesett  | kiesett  | kiesett | kiesett  | kiesett | 14.                      |
| Cshö Mindzsong (Choi Min-jeong)                                                       | 1000 m       | 1:28,053 | 1.       | 1:28,722    | 2.          | 1:26,850    | 3.       |          |         | 1:28,443 | 2.      | 2. helyezett, ezüstérmes |
| Cshö Mindzsong (Choi Min-jeong)                                                       | 1500 m       |          |          | 2:20,846    | 1.          | 2:16,831 OR | 1.       |          |         | 2:17,789 | 1.      | 1. helyezett, aranyérmes |
| I Jubin (Lee Yu-bin)                                                                  | 500 m        | 43,141   | 4.       | kiesett     | kiesett     | kiesett     | kiesett  | kiesett  | kiesett | kiesett  | kiesett | 26.                      |
| I Jubin (Lee Yu-bin)                                                                  | 1000 m       | 1:27,862 | 2.       | 1:29,120    | 1.          | 1:28,170    | 3.       | 1:29,739 | 2.      |          |         | 6.                       |
| I Jubin (Lee Yu-bin)                                                                  | 1500 m       |          |          | 2:17,851    | 2.          | 2:22,157    | 1.       |          |         | 2:18,825 | 6.      | 6.                       |
| Kim Arang                                                                             | 1000 m       | 1:28,680 | 3.       | kiesett     | kiesett     | kiesett     | kiesett  | kiesett  | kiesett | kiesett  | kiesett | 22.                      |
| Kim Arang                                                                             | 1500 m       |          |          | 2:32,879    | 1.          | 2:22,420    | 4.       | 2:45,707 | 6.      |          |         | 13.                      |
| Cshö Mindzsong (Choi Min-jeong) Kim Arang I Jubin (Lee Yu-bin) Szo Ümin (Seo Whi-min) | 3000 m váltó |          |          |             |             | 4:05,904    | 2.       |          |         | 4:03,627 | 2.      | 2. helyezett, ezüstérmes |

Vegyes
| Versenyző | Versenyszám  | Negyeddöntő | Negyeddöntő | Elődöntő | Elődöntő | B döntő | B döntő | Döntő   | Döntő   | Helyezés |
| Versenyző | Versenyszám  | Idő         | Hely.       | Idő      | Hely.    | Idő     | Hely.   | Idő     | Hely.   | Helyezés |
| --- | ------------ | ----------- | ----------- | -------- | -------- | ------- | ------- | ------- | ------- | -------- |
| Cshö Mindzsong (Choi Min-jeong) Hvang Dehon (Hwang Dae-heon) I Jubin (Lee Yu-bin) Pak Csanghjok (Park Jang-hyeok) | 2000 m váltó | 2:48,308    | 3.          | kiesett  | kiesett  | kiesett | kiesett | kiesett | kiesett | 9.       |

## Síakrobatika
Akrobatika
Férfi
| Versenyző     | Versenyszám | Selejtező | Selejtező | Selejtező     | Selejtező | Döntő    | Döntő    | Döntő    | Döntő         | Döntő    |
| Versenyző     | Versenyszám | 1. futam  | 2. futam  | Jobb eredmény | Hely.     | 1. futam | 2. futam | 3. futam | Jobb eredmény | Helyezés |
| ------------- | ----------- | --------- | --------- | ------------- | --------- | -------- | -------- | -------- | ------------- | -------- |
| Lee Seung-hun | Félcső      | 49,75     | 56,75     | 56,75         | 16.       | kiesett  | kiesett  | kiesett  | kiesett       | kiesett  |

Női
| Versenyző   | Versenyszám | Selejtező | Selejtező | Selejtező     | Selejtező | Döntő    | Döntő    | Döntő    | Döntő         | Döntő    |
| Versenyző   | Versenyszám | 1. futam  | 2. futam  | Jobb eredmény | Hely.     | 1. futam | 2. futam | 3. futam | Jobb eredmény | Helyezés |
| ----------- | ----------- | --------- | --------- | ------------- | --------- | -------- | -------- | -------- | ------------- | -------- |
| Jang Yu-jin | Félcső      | 3,75      | 4,25      | 4,25          | 20.       | kiesett  | kiesett  | kiesett  | kiesett       | kiesett  |
| Kim Da-eun  | Félcső      | 44,50     | 45,50     | 45,50         | 17.       | kiesett  | kiesett  | kiesett  | kiesett       | kiesett  |

## Sífutás
Távolsági
Férfi
| Versenyző      | Versenyszám | Klasszikus | Klasszikus | Szabad     | Szabad     | Összesen   | Összesen |
| Versenyző      | Versenyszám | Idő        | Hely.      | Idő        | Hely.      | Idő        | Helyezés |
| -------------- | ----------- | ---------- | ---------- | ---------- | ---------- | ---------- | -------- |
| Jeong Jong-won | 15 km       |            |            |            |            | 46:34,6    | 82.      |
| Jeong Jong-won | 30 km       | lekörözték | lekörözték | lekörözték | lekörözték | lekörözték | 66.      |
| Kim Min-woo    | 15 km       |            |            |            |            | 45:21,6    | 79.      |
| Kim Min-woo    | 30 km       | 46:24,3    | 61.        | lekörözték | lekörözték | lekörözték | 62.      |

Női
| Versenyző    | Versenyszám | Klasszikus | Klasszikus | Szabad        | Szabad        | Összesen      | Összesen      |
| Versenyző    | Versenyszám | Idő        | Hely.      | Idő           | Hely.         | Idő           | Helyezés      |
| ------------ | ----------- | ---------- | ---------- | ------------- | ------------- | ------------- | ------------- |
| Lee Chae-won | 10 km       |            |            |               |               | 34:45,5       | 75.           |
| Lee Chae-won | 15 km       | 28:01,6    | 61.        | 27:01,7       | 61.           | 55:52,6       | 61.           |
| Lee Eui-jin  | 10 km       |            |            |               |               | 34:07,9       | 72.           |
| Han Da-som   | 15 km       | 29:52,3    | 63.        | nem ért célba | nem ért célba | nem ért célba | nem ért célba |

Sprint
| Versenyző                  | Versenyszám         | Selejtező  | Selejtező  | Negyeddöntő | Negyeddöntő | Elődöntő | Elődöntő | Döntő   | Helyezés |
| Versenyző                  | Versenyszám         | Idő        | Hely.      | Idő         | Hely.       | Idő      | Hely.    | Idő     | Helyezés |
| -------------------------- | ------------------- | ---------- | ---------- | ----------- | ----------- | -------- | -------- | ------- | -------- |
| Jeong Jong-won             | Férfi egyéni sprint | 3:16,15    | 81.        | kiesett     | kiesett     | kiesett  | kiesett  | kiesett | 81.      |
| Kim Min-woo                | Férfi egyéni sprint | 3:19,76    | 82.        | kiesett     | kiesett     | kiesett  | kiesett  | kiesett | 82.      |
| Jeong Jong-won Kim Min-woo | Férfi csapatsprint  |            |            |             |             | 22:56,16 | 13.      | kiesett | 25.      |
| Lee Chae-won               | Női egyéni sprint   | nem indult | nem indult | kiesett     | kiesett     | kiesett  | kiesett  | kiesett | kiesett  |
| Lee Eui-jin                | Női egyéni sprint   | 3:52,05    | 77.        | kiesett     | kiesett     | kiesett  | kiesett  | kiesett | 77.      |
| Han Da-som Lee Eui-jin     | Női csapatsprint    |            |            |             |             | 26:55,52 | 11.      | kiesett | 22.      |

## Snowboard
Parallel giant slalom
| Versenyző     | Versenyszám | Selejtező | Selejtező | Nyolcaddöntő               | Negyeddöntő              | Elődöntő          | Döntő             | Helyezés |
| Versenyző     | Versenyszám | Idő       | Hely.     | Ellenfél Eredmény          | Ellenfél Eredmény        | Ellenfél Eredmény | Ellenfél Eredmény | Helyezés |
| ------------- | ----------- | --------- | --------- | -------------------------- | ------------------------ | ----------------- | ----------------- | -------- |
| Kim Sang-kyum | Férfi       | 1:23,81   | 24.       | kiesett                    | kiesett                  | kiesett           | kiesett           | 24.      |
| Lee Sang-ho   | Férfi       | 1:20,54   | 1.        | Daniele Bagozza (ITA) · Gy | Vic Wild (ROC) · V +0,01 | kiesett           | kiesett           | 5.       |
| Jeong Hae-rim | Női         | 1:29,10   | 18.       | kiesett                    | kiesett                  | kiesett           | kiesett           | 18.      |

Akrobatika
Férfi
| Versenyző   | Versenyszám | Selejtező | Selejtező | Selejtező     | Selejtező | Döntő    | Döntő    | Döntő    | Döntő         | Helyezés |
| Versenyző   | Versenyszám | 1. futam  | 2. futam  | Jobb eredmény | Hely.     | 1. futam | 2. futam | 3. futam | Jobb eredmény | Helyezés |
| ----------- | ----------- | --------- | --------- | ------------- | --------- | -------- | -------- | -------- | ------------- | -------- |
| Lee Chae-un | Halfpipe    | 26,00     | 35,00     | 35,00         | 18.       | kiesett  | kiesett  | kiesett  | kiesett       | 18.      |

Női
| Versenyző   | Versenyszám | Selejtező | Selejtező | Selejtező     | Selejtező | Döntő    | Döntő    | Döntő    | Döntő         | Helyezés |
| Versenyző   | Versenyszám | 1. futam  | 2. futam  | Jobb eredmény | Hely.     | 1. futam | 2. futam | 3. futam | Jobb eredmény | Helyezés |
| ----------- | ----------- | --------- | --------- | ------------- | --------- | -------- | -------- | -------- | ------------- | -------- |
| Lee Na-yoon | Halfpipe    | 31,00     | 34,50     | 34,50         | 20.       | kiesett  | kiesett  | kiesett  | kiesett       | 20.      |

## Szánkó
| Versenyző                    | Versenyszám | 1. futam | 1. futam | 2. futam | 2. futam | 3. futam | 3. futam | 4. futam | 4. futam | Összesítés | Összesítés |
| Versenyző                    | Versenyszám | Idő      | Hely.    | Idő      | Hely.    | Idő      | Hely.    | Idő      | Hely.    | Idő        | Helyezés   |
| ---------------------------- | ----------- | -------- | -------- | -------- | -------- | -------- | -------- | -------- | -------- | ---------- | ---------- |
| Lim Nam-kyu                  | Férfi egyes | 1:02,438 | 34.      | 59,794   | 30.      | 59,538   | 28.      | kiesett  | kiesett  | 3:01,770   | 33.        |
| Cho Jung-myung Park Jin-yong | Kettes      | 59,361   | 10.      | 59,366   | 12.      |          |          |          |          | 1:58,727   | 12.        |
| Aileen Christina Frisch      | Női egyes   | 59,776   | 23.      | 59,642   | 20.      | 59,055   | 18.      | 1:01,811 | 19.      | 4:00,284   | 19.        |

| Versenyző                                                | Versenyszám  | Női      | Női   | Férfi    | Férfi | Kettes   | Kettes | Összesítés | Összesítés |
| Versenyző                                                | Versenyszám  | Idő      | Hely. | Idő      | Hely. | Idő      | Hely.  | Idő        | Helyezés   |
| -------------------------------------------------------- | ------------ | -------- | ----- | -------- | ----- | -------- | ------ | ---------- | ---------- |
| Aileen Frisch Lim Nam-kyu Park Jin-yong / Cho Jung-myung | Vegyes váltó | 1:02,682 | 14.   | 1:05,265 | 14.   | 1:03,291 | 8.     | 3:11,238   | 13.        |

## Szkeleton
| Versenyző     | Versenyszám | 1. futam | 1. futam | 2. futam | 2. futam | 3. futam | 3. futam | 4. futam | 4. futam | Összesítés | Összesítés |
| Versenyző     | Versenyszám | Idő      | Hely.    | Idő      | Hely.    | Idő      | Hely.    | Idő      | Hely.    | Idő        | Helyezés   |
| ------------- | ----------- | -------- | -------- | -------- | -------- | -------- | -------- | -------- | -------- | ---------- | ---------- |
| Jung Seung-gi | Férfi       | 1:01,18  | 11.      | 1:01,04  | 10.      | 1:00,69  | 9.       | 1:00,83  | 9.       | 4:03,74    | 10.        |
| Yun Sung-bin  | Férfi       | 1:01,26  | 13.      | 1:01,17  | 13.      | 1:01,03  | 12.      | 1:00,63  | 7.       | 4:04,09    | 12.        |
| Kim Eun-ji    | Női         | 1:03,28  | 22.      | 1:03,68  | 23.      | 1:02,83  | 22.      | kiesett  | kiesett  | 3:09,79    | 23.        |